# Regeringen-Clemenceau
Dit artikel geeft een overzicht van alle ministers die actief waren tijdens de regeerperiode van regering-Clemenceau.

## Regering-Clemenceau I25 oktober1906–24 juli1909
- Georges Clemenceau - Premier en minister van Binnenlandse Zaken
- Stéphen Pichon - Minister van Buitenlandse Zaken
- Georges Picquart - Minister van Oorlog
- Joseph Caillaux - Minister van Financiën
- René Viviani - Minister van Arbeid en Sociale Zaken
- Edmond Guyot-Dessaigne - Minister van Justitie (tot 31.12.1907)
  - Aristide Briand - Minister van Justitie en Kerkelijke Zaken
- Gaston Thomson - Minister van Marine (tot 22.10.1908)
  - Minister van Marine - Alfred Picard
- Aristide Briand - Minister van Onderwijs, Schone Kunsten en Kerkelijke Zaken (tot 04.01.1908)
  - Gston Doumergue - Minister van Onderwijs en Schone Kunsten
- Joseph Ruau - Minister van Landbouw
- Louis Barthou - Minister van Openbare Werken, Posterijen en Telegrafie
- Gaston Doumergue - Minister van Handel en Industrie (tot 04.01.1908)
  - Jean Cruppi - Minister van Handel en Industrie

## Regering-Clemenceau II16 november1917–20 januari1920
- Georges Clemenceau - Premier en minister van Oorlog
- Stéphen Pichon - Minister van Buitenlandse Zaken
- Louis Loucheur - Minister van Bewapening en Wapenproductie (tot 26.11.1918; post afgeschaft)
  - Louis Loucheur - Minister voor Industriële Wederopbouw
- Jules Pams - Minister van Binnenlandse Zaken
- Louis Lucien Klotz - Minister van Financiën
- Pierre Colliard - Minister van Arbeid en Sociale Zaken (tot 02.12.1919)
  - Paul Jourdain - Minister van Arbeid en Sociale Zaken
- Louis Nail - Minister van Justitie
- Georges Leygues - Minister van Marine
- Louis Laffere - Minister van Onderwijs en Schone Kunsten (tot 27.11.1919)
  - Louis Berard - Minister van Onderwijs en Schone Kunsten
- Vitor Boret - Minister van Landbouw en Voedselvoorziening (tot 20.07.1919)
  - Joseph Noulens - Minister van Landbouw en Voedselvoorziening
- Henry Simon - Minister van Koloniën
- Albert Claveille - Minister van Openbare Werken en Transport
- Étienne Clémentel - Minister van Handel, Industrie, Maritieme Transporten, Posterijen, Telegrafie en (tot 05.05.1919) van de Handelsvloot
  - Albert Claveille - Minister van de Handelsvloot
- Charles Jonnart - Minister van Bevrijde Gebieden en Blokkade (tot 23.11.1917)
  - Albert Lebrun - Minister van Bevrijde Gebieden (tot 06.11.1919)
  - André Tardieu - Minister van Bevrijde Gebieden